# Opiekun
Opiekun (opiekun prawny) – osoba powołana do ochrony interesów osobistych i majątkowych innej osoby, gdy ta takiej opieki potrzebuje (małoletni, osoba całkowicie ubezwłasnowolniona). Opiekun powinien zadbać o potrzeby życiowe osoby oddanej mu pod opiekę, powinien dbać także o jej majątek. Opiekun jest również przedstawicielem ustawowym swojego podopiecznego, czyli może dokonywać czynności prawnych w jego imieniu.
Stosunek prawny łączący opiekuna z podopiecznym nazywa się opieką  lub opieką prawną. Opieka została uregulowana w tytule III Kodeksu rodzinnego i opiekuńczego (art. 145-177).

## Osoby, dla których ustanawia się opiekuna
Polskie prawo przewiduje dwa przypadki sądowego ustanowienia opiekuna:
- dla osoby małoletniej, gdy żadnemu z rodziców nie przysługuje władza rodzicielska albo gdy rodzice dziecka są nieznani[1]. Opiekunem w miarę możliwości powinna zostać osoba wskazana przez rodziców (o ile nie zostali pozbawieni praw rodzicielskich) lub krewny albo inna osoba bliska dla małoletniego, o ile są takie osoby i nie stoi temu na przeszkodzie dobro małoletniego[2]

- dla osoby całkowicie ubezwłasnowolnionej – w pierwszym rzędzie opiekunem powinien zostać wyznaczony małżonek, w razie jego braku, jedno z rodziców, chyba że stoi temu na przeszkodzie dobro osoby mającej pozostawać pod opieką[3]. Dla osoby ubezwłasnowolnionej częściowo nie ustanawia się opiekuna, jednak może zaistnieć potrzeba ustanowień dlań kuratora.

Możliwe jest także ustanowienie opiekuna prawnego przez rodzica, gdy nie jest on w stanie sprawować władzy rodzicielskiej nad dzieckiem (np. w sytuacji wyjazdu za granicę). Należy wówczas sporządzić akt notarialny o upoważnieniu danej osoby do opieki nad dzieckiem.

## Kwalifikacje opiekuna
Ustanowienie opiekuna może zostać dokonane wyłącznie przez sąd opiekuńczy, którym jest wydział rodzinny i nieletnich sądu rejonowego lub przez rodziców dziecka pełnomocnictwem notarialnym, zastępującym orzeczenie sądu. Opiekunem może być osoba mająca pełną zdolność do czynności prawnych, a jednocześnie osobą posiadająca pełnię praw publicznych (pozbawienie praw publicznych jest jednym ze środków karnych, jaki sąd może nałożyć na sprawcę przestępstwa). Opiekunem nie może być również osoba uprzednio pozbawiona przez sąd praw rodzicielskich lub zwolniona z opieki albo skazana za przestępstwo przeciwko wolności seksualnej lub obyczajności albo za umyślne przestępstwo z użyciem przemocy wobec osoby lub przestępstwo popełnione na szkodę małoletniego lub we współdziałaniu z nim, albo osoba, wobec której orzeczono zakaz prowadzenia działalności związanej z wychowywaniem, leczeniem, edukacją małoletnich lub opieką nad nimi, lub obowiązek powstrzymywania się od przebywania w określonych środowiskach lub miejscach, zakaz kontaktowania się z określonymi osobami lub zakaz opuszczania określonego miejsca pobytu bez zgody sądu. Nie można ponadto ustanowić opiekunem osoby, w stosunku do której zachodzi prawdopodobieństwo, że nie wywiąże się należycie z obowiązków opiekuna. Opiekunem może być zarówno osoba posiadająca polskie obywatelstwo jak i cudzoziemiec, prawo nie przewiduje bowiem kryterium obywatelstwa dla opiekuna, choć ze względów praktycznych posiadanie takiego obywatelstwo może być korzystne.

## Zadania opiekuna
Opiekun sprawuje pieczę nad osobą mu powierzoną, zarządza jej majątkiem, a także reprezentuje w dokonywaniu czynności prawnych i składaniu oświadczeń woli. Oznacza to, że powinien zapewnić jej środki do życia, mieszkanie i wyżywienie, w razie potrzeby wystąpić o świadczenia z ubezpieczeń społecznych (np. rentę) lub pomoc społeczną, zapewnić opiekę medyczną, realizację obowiązku szkolnego, itd.
Opiekunowi dziecka nie wolno stosować wobec niego kar cielesnych.
Opiekun nie może reprezentować swojego podopiecznego w czynnościach prawnych dokonywanych z samym opiekunem (czynność prawna z samym sobą), z małżonkiem opiekuna lub jego krewnymi w linii prostej (rodzice, dziadkowie, dzieci, wnuki, itd. – bez ograniczeń co do stopnia pokrewieństwa) oraz krewnymi w linii bocznej – do II stopnia pokrewieństwa, chyba że czynność prawna polega na bezpłatnym przysporzeniu na rzecz osoby pozostającej pod opieką (np. darowizna). Gdyby jeden opiekun był wyznaczony do opieki na dwoma lub więcej podopiecznymi, nie może również reprezentować ich w czynności prawnych pomiędzy nimi (np. sprzedaż komputera przez jednego z podopiecznych drugiemu, itp.).
Prawo wymaga, aby opiekun wykonywał swoje zadania z należytą starannością. Przed powzięciem decyzji w ważniejszych sprawach opiekun powinien wysłuchać swojego podopiecznego, jeżeli pozwala na to jego rozwój umysłowy i stan zdrowia. Powinien przy tym uwzględniać w miarę możliwości rozsądne życzenia osoby oddanej mu pod opiekę. Ponadto opiekun musi uzyskiwać zgodę sądu opiekuńczego albo wyjątkowo sądu spadku (w formie postanowienia wydanego w postępowaniu nieprocesowym) we „wszelkich ważniejszych sprawach” – tj. w przypadku czynności przekraczających zakres zwykłego zarządu majątkiem. Za ważniejsze sprawy będą uznane, np. sprzedaż nieruchomości należącej do podopiecznego, zmiana jego imienia bądź nazwiska, umieszczenie go w domu pomocy społecznej, itd. Dokonanie czynności w takiej sprawie bez uprzedniego zezwolenia sądu będzie powodować bezwzględną nieważność tej czynności.
Co do zasady, opiekun sprawuje opiekę bezpłatnie. Jednak może zwrócić się do sądu opiekuńczego o wyznaczenie mu stałego lub jednorazowego wynagrodzenia, jeśli wykonywana przezeń opieka, a w szczególności zarządzanie majątkiem, wymaga znacznego nakładu pracy.
Powyższe prawo nie dotyczy opiekuna ustanowionego pełnomocnictwem notarialnym.

## Nadzór sądu i rodzica dziecka nad opiekunem, zwolnienie opiekuna
Sąd opiekuńczy powinien interesować się losem osoby pozostającej pod opieką, a w szczególności kontrolować, czy opiekun odpowiednio wywiązuje się ze swych zobowiązań. W tym celu sąd może na bieżąco zaznajamiać się z działalnością opiekuna, udzielać mu wskazówek, żądać wyjaśnień, a także zwrócić się o przedstawienie dokumentów związanych ze sprawowaniem opieki. Opiekun obowiązany jest co najmniej raz do roku składać sądowi opiekuńczemu sprawozdanie dotyczące osoby pozostającej pod jego opieką, a także rachunki z zarządu jej majątkiem. Sąd opiekuńczy może wyznaczyć częstsze terminy dla sprawozdań. Sąd bada sprawozdania i rachunki dostarczone przez opiekuna pod względem rzeczowym i rachunkowym, zarządza w razie potrzeby ich sprostowanie i uzupełnienie, oraz orzeka, czy i w jakim zakresie rachunki zatwierdza.
Jeżeli sąd dojdzie do wniosku, że opiekun nie wywiązuje się właściwie ze sprawowania opieki może mu wydać odpowiednie polecenia, może także zwolnić go z opieki, w szczególności gdy opiekun zaniedbuje swoje obowiązki albo występuje trwała przeszkoda w sprawowaniu opieki.
Nadzór nad opiekunem ustanowionym aktem notarialnym sprawuje rodzic dziecka.
Opiekuna ustanowionego aktem notarialnym zwalnia rodzic dziecka rozwiązaniem aktu notarialnego lub sąd opiekuńczy właściwym postanowieniem. W takiej sytuacji, osoba zwolniona z opieki jest zobowiązana zwrócić akt pełnomocnictwa rodzicom dziecka.